# Adachi (district)
Adachi  (安達郡, Adachi-gun) is een district van de prefectuur Fukushima  in Japan.
Op 1 april 2009 had het district een geschatte bevolking van 8477 inwoners en een bevolkingsdichtheid van 106 inwoners per km². De totale oppervlakte bedraagt 79,46 km².

## Dorpen en gemeenten
- Otama

## Geschiedenis
- Op 1 december  2005 werden de gemeenten  Adachi, Iwashiro en Towa aangehecht bij de stad Nihonmatsu.
- Op 1 januari 2007 fuseerden de gemeenten Motomiya en Shirasawa tot de nieuwe stad Motomiya.

Steden:
Aizuwakamatsu · Date · Fukushima (hoofdstad) · Iwaki · Kitakata · Koriyama · Minamisoma · Motomiya · Nihonmatsu · Shirakawa · Soma · Sukagawa · Tamura

Districten:
Adachi · Date · Futaba · Higashishirakawa · Ishikawa · Iwase · Kawanuma · Minamiaizu · Nishishirakawa · Onuma · Soma · Tamura · Yama
Gemeenten per district